# مخطط مدراس المتفوقين في العلوم والتكنولوجيا (STEM)
مخطط مدارس المتفوقين في العلوم والتكنولوجيا (خط أنابيب STEM) هو المسار التعليمي للطلاب في مجالات العلوم والتكنولوجيا والهندسة والرياضيات. وبما أنه اخُتلف على بداية ونهاية هذا المسار، إلا أنه غالبًا ما تحتسب بدايته من التعليم المبكر لتمتد إلى مرحلة التخرج أو حتى التعيين في وظيفة للكبار في واحدة من هذه المدارس (ٍSTEM).

## وصف
يعتمد استعارة «خط الأنابيب» على فكرة أن وجود عدد كافٍ من الخريجين يتطلب وجود مدخلات كافية من الطلاب في بداية دراساتهم، والاحتفاظ بهؤلاء الطلاب من خلال إكمال برنامجهم الأكاديمي. يُعد خط أنابيب STEM مكونًا رئيسيًا للتنوع في مكان العمل وتطوير القوى العاملة الذي يضمن توفر عدد كافٍ من المرشحين المؤهلين لشغل الوظائف العلمية والتقنية.
تمت ترقية خط أنابيب STEM في الولايات المتحدة اعتبارًا من سبعينيات القرن العشرين وما بعده، حيث يبدو أن "تعليم العلوم والتكنولوجيا والهندسة والرياضيات" قد زاد من الاهتمام بقلة عدد المهنيين المستقبليين لشغل وظائف STEM والمهن والقدرة التنافسية الاقتصادية والتعليمية."
تستخدم اليوم هذه الاستعارة عادة لوصف مشاكل الإبقاء في حقول STEM، والتي تسمى «التسريبات» في خط الأنابيب. على سبيل المثال، أفاد البيت الأبيض في عام 2012 أن 80٪ من مجموعات الأقليات والنساء اللائي يسجلن في حقل STEM ينتقلن إلى حقل غير STEM أو يتسربن خلال تعليمهن الجامعي. غالبًا ما تتباين هذه التسريبات حسب الحقل والجنس والهوية العرقية والعرقية والخلفية الاجتماعية والاقتصادية وعوامل أخرى، مما يلفت الانتباه إلى أوجه عدم المساواة الهيكلية التي ينطوي عليها التعليم والوظائف في العلوم والتكنولوجيا والابتكار.